# Mehinakus
Els mehinakus, mehináko o mehinacus són un dels pobles indígenes del Brasil. Viiuen al parc indígena del Xingu, situat al voltant de la capçalera del riu Xingu al Mato Grosso. Actualment resideixen en una zona al voltant del riu Tuatuari i del riu Kurisevo. Tenien una població de 254 habitants el 2011, una mica més que els 200 del 2002.

## Nom
Els Mehinaku també es coneixen amb els noms de Mehináko, Meinaco, Meinacu, Meinaku, Mehináku, Mahinaku, Mehinaco, i Minaco.

## Idioma
Els mehinakus parlen el mehinaku, una llengua arawak. També parlen una mica de portuguès. Un dialecte de la seva llengua, Waurá-kumá està relacionat amb el waurá.

## Història
Com moltes tribus indígenes, els mehinakus no guarden registres històrics cronològics detallats que es remunten a més de poques generacions. El poble més antic conegut establert pels mehinaku es va crear en algun moment al voltant del 1850 o abans, i es deia Yulutakitsi. Com que la comunitat ja no existeix, però, es desconeix la ubicació exacta del seu lloc anterior.
Segons el mehinaku, els pobles històrics es troben al llarg del riu Tuatuari, al nord del poble principal dels awetis. Els mehinaku afirmen que els seus pobles més antics eren molt més grans; probablement perquè els exploradors europeus no havien portat les malalties a les quals els indígenes no tenien immunitat. Probablement, aquestes comunitats van ser abandonades per diversos motius, el sòl excessivament utilitzat, la intrusió de colònies de formigues menjadores de fusta i un tabú tribal associat a la vida en llocs on moltes persones havien mort.
El 1884, quan els primers exploradors alemanys van arribar a la capçalera del riu Xingu i van començar a documentar les tribus que hi vivien, els mehinakus tenien dos pobles i un campament utilitzat només durant la temporada seca. Molts antropòlegs creuen que, en aquell moment, la població de la regió podria haver estat més de quatre vegades la que és avui, i que probablement els pobles eren molt més grans.
Als anys cinquanta, els ikpengs, un grup tribal separat, va envair el territori mehinaku i els va expulsar d'ell. Durant la invasió, el cap de Mehinaku va ser anomenat [?] per una fletxa. Una altra tribu, els yawalapitis, es va veure obligada a fer el mateix. Aquesta migració tribal va forçar un canvi polític a la regió alta de Xingu.
Els yawalapitis van donar als mehinakus una de les seves cases en un lloc anomenat Jalapapuh, i els awetis va acordar dividir el territori al llarg de la pista entre el seu poble i el nou centre mehinaku. Durant aproximadament una dècada, els mehinaku van construir comunitats al voltant del seu nou centre cultural, fins que un brot de grip i xarampió va matar al voltant de 15 persones als anys seixanta. Després d'això, els mehinaku es van traslladar a una zona propera. Els mehinaku es van tornar a mudar el 1981, però no van anar lluny de la seva comunitat original. La proximitat d'un lloc on podien rebre atenció mèdica els va donar pocs al·licients per traslladar-se a la seva pàtria ancestral, tot i que els riscos dels ikpeng ja havien desaparegut.

## Cultura
Els mehinakus no disposen de privadesa en els seus acords socials i viuen amb un sorprenent grau de transparència. Les cabanes que alberguen famílies de deu o dotze persones no tenen parets interiors i estan situades al voltant d’una zona oberta que es visualitza constantment. En les rares ocasions en què els membres del grup estan fora de vista, les seves activitats poden ser inferides pels seus curiosos companys del poble, que són capaços de reconèixer (i dibuixar de la memòria) les petjades dels altres. Gregor sums up the situation by writing: "Each individual's whereabouts and activities are generally known to his relatives and often to the community as a whole. A Mehinaku has little chance of staying out of the public eye for any length of time."

## Subsistència
Els mehinaku s'alimenten de la caça, el peix i l'agricultura. Els seus cultius principals són manioc i blat de moro.